# 威廉·沙利文 (曲棍球运动员)
威廉·沙利文（英語：William Sullivan，1909年8月30日—1981年），印度前男子曲棍球运动员。他曾代表英属印度代表队参加1932年夏季奥林匹克运动会曲棍球比赛，获得一枚金牌。